# Triancyra lieftincki
Triancyra lieftincki är en stekelart som beskrevs av Kamath och Gupta 1972. Triancyra lieftincki ingår i släktet Triancyra och familjen brokparasitsteklar. Inga underarter finns listade i Catalogue of Life.